# Кютри (Мёрт и Мозель)
Кютри́ (фр. Cutry) — коммуна во французском департаменте Мёрт и Мозель региона Лотарингия. Относится к кантону Мон-Сен-Мартен.	

## География
Кютри расположен в 55 км к северо-западу от Меца вблизи от границы с Бельгией. Соседние коммуны: Лекси и Реон на севере, Мекси на северо-востоке, Окур-Мулен на востоке, Шеньер на юго-востоке, Юньи на юго-западе, Кон-ла-Гранвиль на западе.

## Демография
Население коммуны на 2010 год составляло 966 человек.
| 1962 | 1968 | 1975 | 1982 | 1990 | 1999 | 2010 |
| ---- | ---- | ---- | ---- | ---- | ---- | ---- |
| 699  | 872  | 1096 | 1048 | 887  | 902  | 966  |